# 10BASE5

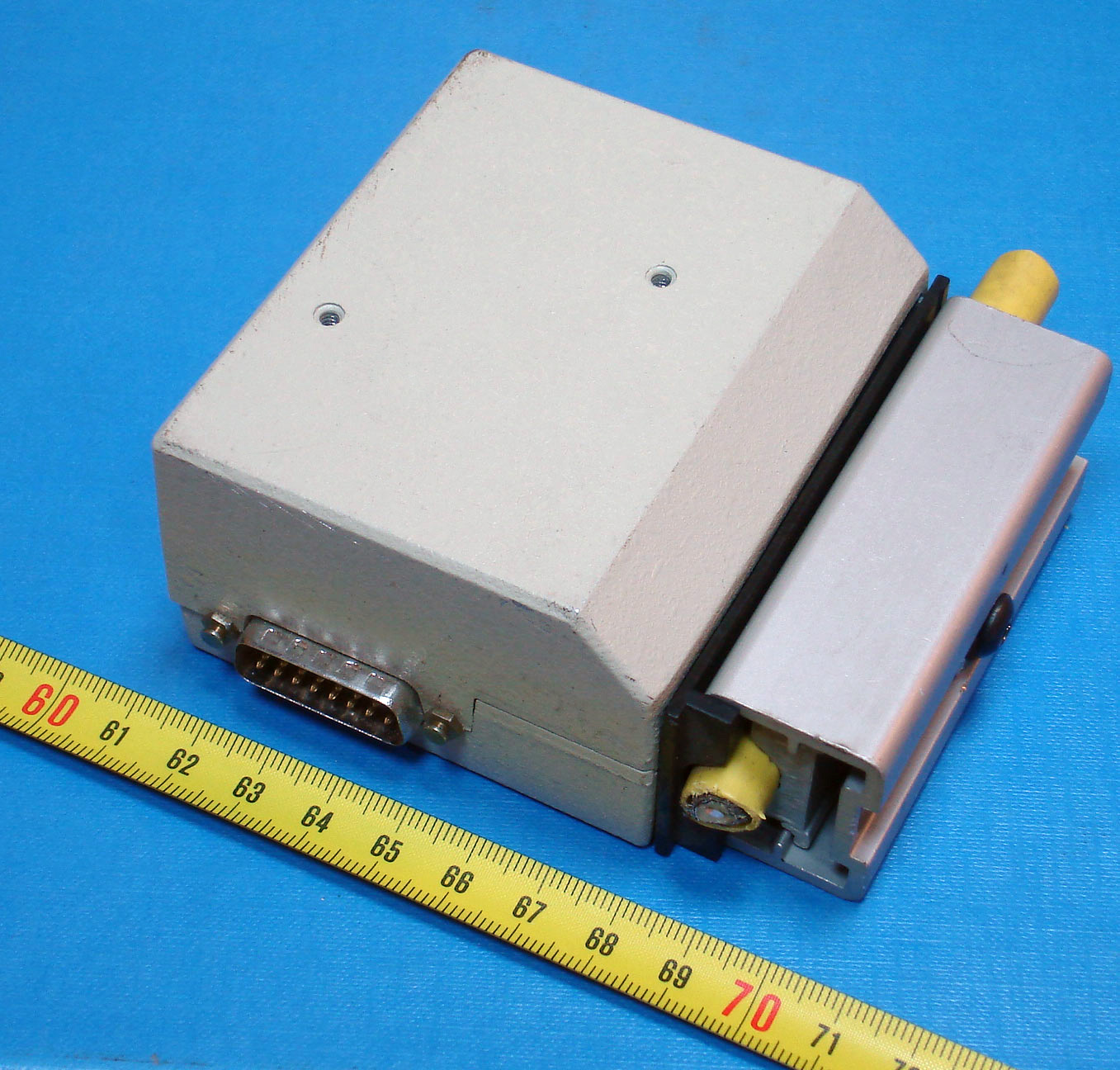
Unidade de fixação média de conexão física 10BASE5 (transceptor)

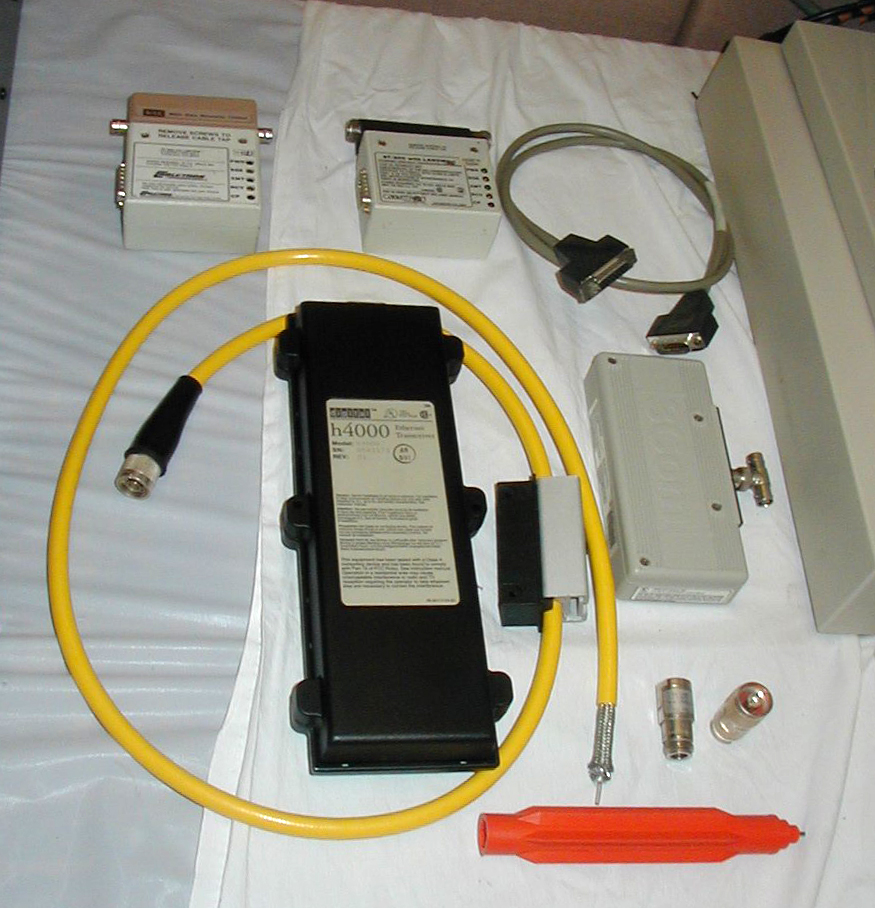
Transceptores 10BASE5, cabos e ferramenta de rosqueamento.

10BASE5 (também conhecido como Thick Ethernet ou Thicknet ) foi a primeira variante de Ethernet disponível comercialmente. A tecnologia foi padronizada em 1982 como IEEE 802.3. 10BASE5 usa um cabo coaxial grosso e rígido de até 500 metros de comprimento. Até 100 estações podem ser conectadas ao cabo simultaneamente utilizando uma Unidade de fixação média "vampire tap" e compartilhar um único domínio de colisão com 10 Mbit/s de largura de banda compartilhada entre eles. É um sistema com difícil instalação e manutenção.
O 10BASE5 foi substituído por alternativas mais baratas e convenientes: primeiro pelo 10BASE2, baseado em um cabo coaxial mais fino (1985), e depois, quando a Ethernet sobre par trançado foi desenvolvida, foi substituído pelo 10BASE-T (1990) e seus sucessores (100BASE-TX e 1000BASE -T) . Em 2003, o grupo de trabalho IEEE 802.3 descontinuou a utilização do 10BASE5 para novas instalações.

## Origem do nome
O nome 10BASE5 é baseado em características físicas da tecnologia. O 10 refere-se à sua velocidade de transmissão (10 Mbit/s). O BASE é a abreviação de sinal de banda base (em oposição à banda larga  ), e o 5 representa o comprimento máximo do segmento (500 metros).

## Design de rede e instalação
Para sua camada física, o 10BASE5 usa um cabo semelhante ao cabo coaxial RG-8/U, mas com blindagem trançada extra. Este é um disco rígido de 0,375 polegadas (9,5 mm) de diâmetro com impedância de 50 ohms, um condutor central sólido, um enchimento isolante de espuma, uma trança de blindagem e uma capa externa. A capa externa costuma ser feita de etileno propileno fluorado laranja-amarelado (para resistência ao fogo), por isso costuma ser chamada de "cabo amarelo", "mangueira laranja" ou, às vezes, carinhosamente de "mangueira de jardim amarela congelada". Os cabos coaxiais 10BASE5 tinham comprimento máximo de 500 metros. Até 100 nós podem ser conectados a um segmento 10BASE5.
Os nós transceptores podem ser conectados a segmentos de cabo com conectores N, ou através de um "vampire tap", que permite que novos nós sejam adicionados enquanto as conexões existentes estão ativas. Um conector "vampire tap" é fixado no cabo, um buraco é perfurado na blindagem externa e uma ponta é forçada a perfurar as três camadas externas e entrar em contato com o condutor interno enquanto outras pontas mordem a blindagem trançada externa. É necessário cuidado para evitar que a proteção externa toque na ponta; os kits de instalação incluem uma "ferramenta de perfuração" para perfurar as camadas externas e uma "picareta de trança" para limpar pedaços perdidos da blindagem externa.
Os transceptores devem ser instalados apenas em intervalos de 2,5 metros. Esta distância foi escolhida para não corresponder ao comprimento de onda do sinal, o que poderia, por sua vez, interferir no mesmo; isso garante que os reflexos de vários conectores não estejam na mesma fase. Esses pontos adequados estão marcados no cabo com faixas pretas. O cabo deve ter um trecho contínuo; Conexões em T não são permitidas.
Como é o caso da maioria dos barramentos de alta velocidade, os segmentos devem terminar um em cada extremidade. Para Ethernet baseada no uso do cabo coaxial, cada extremidade possui um resistor de 50  ohm conectado. Normalmente, esse resistor é embutido em um conector N macho e conectado à extremidade do cabo logo após o último dispositivo. Com falta de terminação, ou se houver ruptura no cabo, o sinal no barramento será refletido ao invés de dissipado quando chegar ao fim. Este sinal refletido é indistinguível de uma colisão e impede a comunicação.

## Desvantagens
Adicionar novos pontos à rede é complicado pela necessidade de perfurar o cabo com precisão. O cabo é rígido e difícil de dobrar nos cantos, o que impede quinas definidas e/ou muito curtas. Uma conexão não bem-executada pode derrubar toda a rede, e é difícil encontrar a origem do problema.